# Hexatoma arrogans
Hexatoma arrogans är en tvåvingeart som först beskrevs av Alexander 1927.  Hexatoma arrogans ingår i släktet Hexatoma och familjen småharkrankar. Inga underarter finns listade i Catalogue of Life.